# Дейлвілл (Алабама)
Дейлвілл (англ. Daleville) — місто (англ. city) в США, в окрузі Дейл штату Алабама. Населення — 4866 осіб (2020).

## Географія
Дейлвілл розташований за координатами 31°17′29″ пн. ш. 85°42′41″ зх. д. / 31.29139° пн. ш. 85.71139° зх. д. (31.291397, -85.711418). За даними Бюро перепису населення США в 2010 році місто мало площу 36,49 км², уся площа — суходіл.

## Демографія

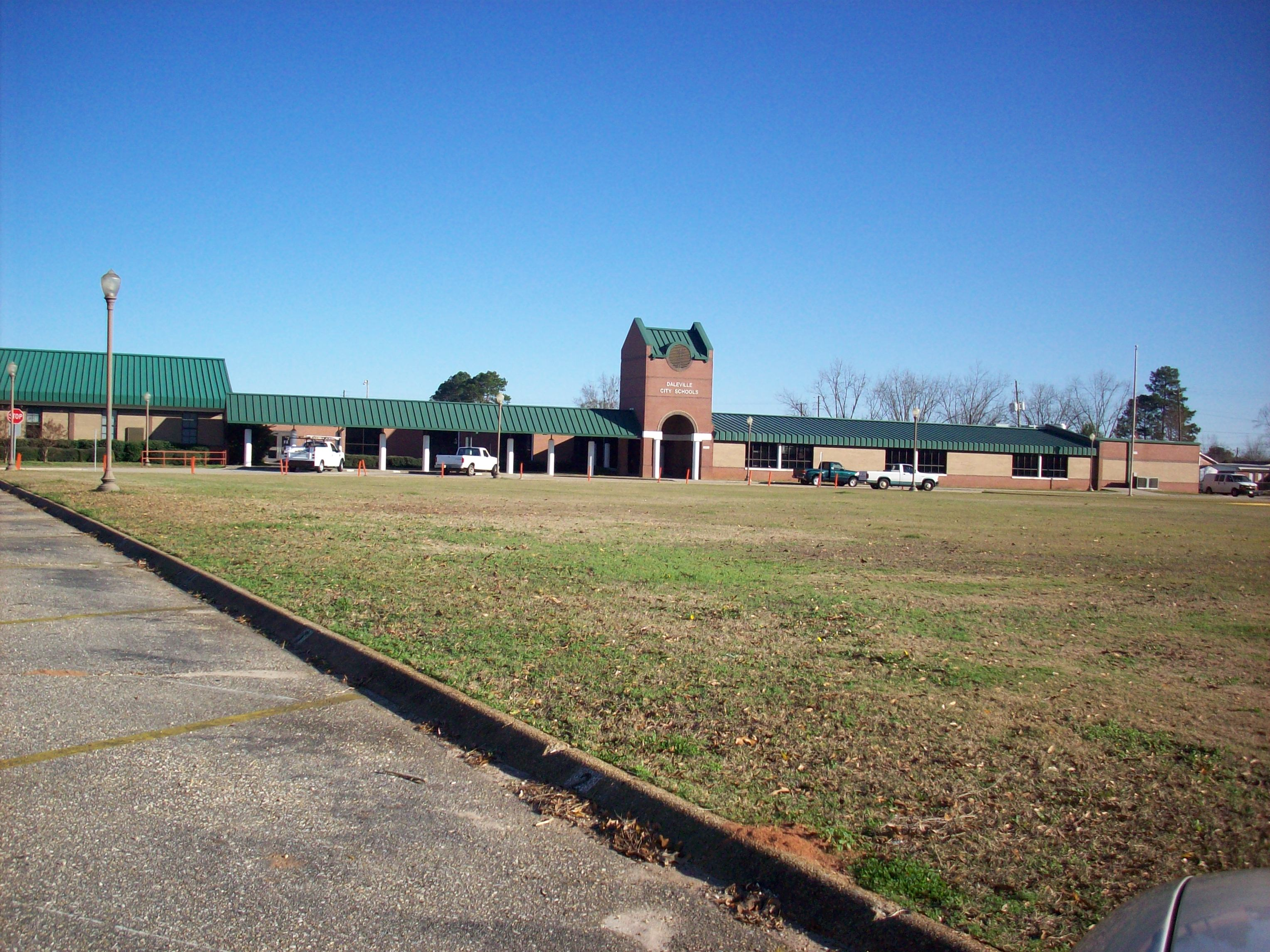
Дейлвілльська школа

Згідно з переписом 2010 року, у місті мешкало 5295 осіб у 2384 домогосподарствах у складі 1353 родин. Густота населення становила 145 осіб/км². Було 2795 помешкань (77/км²).
Расовий склад населення:
| - 66,2 % — білих - 22,6 % — чорних або афроамериканців - 2,7 % — азіатів - 1,1 % — корінних американців - 0,2 % — вихідців з тихоокеанських островів - 2,9 % — осіб інших рас |

До двох чи більше рас належало 4,3 %. Частка іспаномовних становила 10,1 % від усіх жителів.
За віковим діапазоном населення розподілялося таким чином: 23,9 % — особи молодші 18 років, 64,7 % — особи у віці 18—64 років, 11,4 % — особи у віці 65 років та старші. Медіана віку мешканця становила 35,0 року. На 100 осіб жіночої статі у місті припадало 103,3 чоловіків; на 100 жінок у віці від 18 років та старших — 104,6 чоловіків також старших 18 років.
Середній дохід на одне домашнє господарство становив 51 710 доларів США (медіана — 45 651), а середній дохід на одну сім'ю — 59 691 долар (медіана — 57 614). Медіана доходів становила 50 317 доларів для чоловіків та 23 772 долари для жінок. За межею бідності перебувало 24,5 % осіб, у тому числі 31,6 % дітей у віці до 18 років та 10,8 % осіб у віці 65 років та старших.
Цивільне працевлаштоване населення становило 2148 осіб. Основні галузі зайнятості: освіта, охорона здоров'я та соціальна допомога — 24,2 %, мистецтво, розваги та відпочинок — 17,4 %, транспорт — 12,0 %, публічна адміністрація — 9,3 %.